# J. J. McCarthy
Jonathan James „J. J.“ McCarthy (geboren am 20. Januar 2003 in LaGrange Park, Illinois) ist ein US-amerikanischer American-Football-Spieler auf der Position des Quarterbacks. Er spielte College Football für die Michigan Wolverines und gewann mit ihnen in der Saison 2023 das College Football Playoff National Championship Game. In der ersten Runde des NFL Draft 2024 wurde McCarthy von den Minnesota Vikings ausgewählt.

## Karriere
McCarthy wuchs in LaGrange Park, Illinois, einem Vorort von Chicago, auf. Er spielte in seiner Jugend auch Eishockey, bevor er dies nach seinem ersten Jahr an der Highschool zugunsten von Football aufgab. McCarthy besuchte die Nazareth Academy in LaGrange Park und gewann dort 2017 und 2019 mit seinem Team die Staatsmeisterschaften im Football. Aufgrund der COVID-19-Pandemie und der damit verbundenen Unklarheit, ob seine Highschool im Herbst 2020 Footballspiele austragen würde, wechselte er im Sommer 2020 an die IMG Academy in Florida, eine Sportschule mit einem der renommiertesten Highschoolfootballteams des Landes, mit dem er 2020 die nationale Meisterschaft gewann.
Ab 2021 ging McCarthy auf die University of Michigan, um College Football für die Michigan Wolverines zu spielen. Als Freshman kam McCarthy 2021 als Backup von Cade McNamara zu mehreren Kurzeinsätzen in insgesamt elf Spielen, dabei verzeichnete er 516 Yards und fünf Touchdowns bei zwei Interceptions im Passspiel und erlief 124 Yards sowie zwei Touchdowns. In der Vorbereitung auf sein zweites Jahr am College konkurrierte McCarthy mit McNamara um die Rolle des Starters.
Zu Beginn der Saison 2022 gab Head Coach Jim Harbaugh bekannt, McNamara für den ersten Spieltag zum Starter zu ernennen, McCarthy aber dafür am zweiten Spieltag gegen die Hawaii Rainbow Warriors als Starting-Quarterback für die Wolverines auflaufen zu lassen. Da McNamara bei der Partie gegen die Colorado State Rams nicht hatte überzeugen können, wohingegen McCarthy bei seinem Debüt eine makellose Performance zeigte und elf von zwölf Pässen – wobei der einzige unvollständige Pass fallen gelassen wurde – für 229 Yards und drei Touchdowns anbrachte, wurde McCarthy direkt im Anschluss an die Partie gegen Hawaii auch für den dritten Spieltag zum neuen Starter ernannt. Er blieb für den Rest der Saison Starting-Quarterback. McCarthy führte die Wolverines zum Titel in der Big Ten Conference und zum Einzug in die College-Football-Playoffs, in denen sie im Halbfinale an den TCU Horned Frogs scheiterten. Dabei brachte er insgesamt knapp 65 % seiner Passversuche für 2719 Yards und 22 Touchdowns bei 5 Interceptions an und erlief 306 Yards sowie fünf weitere Touchdowns.
In der Saison 2023 führte McCarthy die Wolverines zu einem weiteren Titel in der Big Ten und wurde am Saisonende in das All-Star-Team seiner Conference gewählt. Er zog mit Michigan erneut in die College-Football-Playoffs ein. Im Halbfinale stand er im Rose Bowl der Alabama Crimson Tide gegenüber. McCarthy wurde als Offensive MVP des Spiels ausgezeichnet. Beim 27:20-Sieg nach Overtime verzeichnete er im Passspiel 221 Yards Raumgewinn sowie drei Touchdowns. Im College Football Playoff National Championship Game gegen die Washington Huskies blieb McCarthy mit 10 erfolgreichen Pässen für 140 Yards bei 18 Passversuchen und 31 erlaufenen Yards eher unauffällig. Beim deutlichen 34:13-Sieg, durch den die Wolverines zum ersten Mal seit 1997 die nationale Meisterschaft gewannen, dominierte Michigan vor allem im Laufspiel um Runningback Blake Corum und Donovan Edwards. Insgesamt verzeichnete McCarthy in der Saison, in der er mit seinem Team alle 15 Partien gewann, eine Passquote von 72,3 %, 2991 Yards Raumgewinn im Passspiel und 22 Touchdownpässe bei vier Interceptions, zudem erlief er 202 Yards und drei Touchdowns. In 28 Spielen als Starter für Michigan gewann er mit seinem Team 27 Partien und verlor nur einmal. Nach der Saison gab McCarthy am 14. Januar 2024 bekannt, auf eine mögliche weitere Saison am College zu verzichten und sich für den kommenden NFL Draft anzumelden.

## NFL
Im NFL Draft 2024 wurde McCarthy an zehnter Stelle von den Minnesota Vikings ausgewählt. Bei den Vikings sollte er langfristig die Nachfolge von Kirk Cousins antreten, der das Team nach der Saison 2023 in Richtung der Atlanta Falcons verlassen hatte. In seiner ersten Saison sollte McCarthy mit dem als Übergangslösung verpflichteten Sam Darnold um die Position des Starters konkurrieren. Allerdings zog McCarthy sich in seinem ersten Preseason-Spiel gegen die Las Vegas Raiders einen Meniskusriss im rechten Knie zu und sollte wegen der erforderlichen Operation die gesamte Saison 2024 verpassen.